# Learner Tien
Learner Tien (ur. 2 grudnia 2005 w Irvine) – amerykański tenisista.

## Kariera tenisowa
W 2022 roku podczas US Open zadebiutował w wielkoszlemowym turnieju grze pojedynczej. Startując z dziką kartą, odpadł w pierwszej rundzie po porażce z Miomirem Kecmanoviciem.
Pod koniec sezonu 2024 został finalistą turnieju Next Generation ATP Finals.
W rankingu gry pojedynczej najwyżej był na 80. miejscu (27 stycznia 2025), a w klasyfikacji gry podwójnej na 722. pozycji (3 lutego 2025).

### Finały juniorskich turniejów wielkoszlemowych

#### Gra pojedyncza (0–2)
| Końcowy wynik | Nr | Data             | Turniej                    | Nawierzchnia | Przeciwnik       | Wynik finału     |
| ------------- | -- | ---------------- | -------------------------- | ------------ | ---------------- | ---------------- |
| Finalista     | 1. | 29 stycznia 2023 | Australian Open, Melbourne | Twarda       | Alexander Blockx | 1:6, 6:2, 6:7(9) |
| Finalista     | 2. | 9 września 2023  | US Open, Nowy Jork         | Twarda       | João Fonseca     | 6:4, 4:6, 3:6    |

#### Gra podwójna (1–0)
| Końcowy wynik | Nr | Data             | Turniej                    | Nawierzchnia | Partner         | Przeciwnicy                   | Wynik finału |
| ------------- | -- | ---------------- | -------------------------- | ------------ | --------------- | ----------------------------- | ------------ |
| Zwycięzca     | 1. | 29 stycznia 2023 | Australian Open, Melbourne | Twarda       | Cooper Williams | Alexander Blockx João Fonseca | 6:4, 6:4     |